# Vladimir Činov
Vladimir Ivanovič Činov (rusko Владимир Иванович Чинов), ruski hokejist, * 18. januar 1940, Moskva, Rusija, † 1994.
Činov je v sovjetski ligi branil za klub Dinamo Moskva, skupno na 239-ih prvenstvenih tekmah. Za sovjetsko reprezentanco je nastopil na enem svetovnem prvenstvu, na katerem je osvojil bronasto medaljo, skupno pa na dvanajstih tekmah.

## Pregled kariere
Odebeljeno - reprezentančni nastopi, glej tudi Statistika pri hokeju na ledu.
| Moštvo          | Liga                 | Sezona |    | Redni del | Redni del | Redni del | Redni del | Redni del | Redni del | Redni del | Redni del |    | Končnica | Končnica | Končnica | Končnica | Končnica | Končnica | Končnica | Končnica |
| --------------- | -------------------- | ------ | -- | --------- | --------- | --------- | --------- | --------- | --------- | --------- | --------- | -- | -------- | -------- | -------- | -------- | -------- | -------- | -------- | -------- |
| Moštvo          | Liga                 | Sezona | OT | PG        | G         | P         | T         | KM        | GT        | OD        | OT        | PG | G        | P        | T        | KM       | GT       | OD       |          |          |
| Sovjetska zveza | Svetovno prvenstvo A | 61     |    | 7         | 7         | 0         | 0         | 0         | 0         |           |           |    |          |          |          |          |          |          |          |          |
| Dinamo Moskva   | Sovjetska liga       | 62/63  |    |           |           |           |           |           |           |           |           |    |          |          |          |          |          |          |          |          |